# Thousand Oaks (Kalifornija)
Thousand Oaks je grad u američkoj saveznoj državi Kalifornija. Prema popisu stanovništva iz 2010. u njemu je živjelo 126.683 stanovnika.